# 호계초등학교 (울산)
호계초등학교는 대한민국 울산광역시 북구에 있는 공립 초등학교이다.

## 학교 연혁
- 1999. 08. 31. 호계초등학교 설립 인가
- 2000. 03. 01. 개교(농소, 약수초등학교에서 분리, 46학급)
- 2001. 03. 01. 울산광역시교육청 지정 교실수업개선 연구학교
- 2001. 12. 21. 체육관(호연관) 신축 준공
- 2009. 03. 01. 울산광역시교육청 지정 교실수업개선 연구학교(2년)
- 2014. 02. 21. 제14회 졸업식(졸업생96명, 졸업생총수 2,959명)
- 2015. 03. 01. 19학급(특수1) 편성
- 2015. 03. 01. 심차임 교장 취임(제8대)
- 2004. 09. 01. 교육인적자원부 지정 e-러닝 연구학교(2년)

## 참고 자료
- 호계초등학교 - 한국교육학술정보원 학교알리미